# Edward Trollope
Pour les articles homonymes, voir Trollope.
Edward Trollope (15 avril 1817 - 10 décembre 1893) est un antiquaire et un évêque anglican de Nottingham à l'époque victorienne .

## Famille
Trollope est né à Uffington, près de Stamford dans le Lincolnshire, le 15 avril 1817, le sixième fils de Sir John Trollope, de Casewick Hall, Uffington, et de sa femme, Anne, la fille de Henry Thorold de Cuxwold, Lincolnshire. Il est le frère de John Trollope (1er baron Kesteven) et le cousin germain de l'écrivain Anthony Trollope, ainsi que cousin du futur évêque de Winchester, Anthony Thorold (en).

## Carrière
Formé au Collège d'Eton et à Christ Church, Oxford  Trollope retourne dans le Lincolnshire pour devenir vicaire de Rauceby en 1841. En 1843, son parent maternel, Sir John Thorold, le nomme au presbytère de Leasingham, dans le Lincolnshire, et il occupe ce poste pendant cinquante ans. En 1867, il est rattaché à l'archidiacre de Stow. Le point culminant de sa carrière dans l'église survient en 1877, lorsqu'il est nommé évêque de Nottingham. C'est dans une large mesure le résultat du travail acharné de Trollope en tant que collecteur de fonds que le nouveau siège de Southwell est créé en 1884 . Malgré les efforts de Trollope pour la restauration du grand Hall, à côté de Southwell Minster  en tant que palais épiscopal, les commissaires ecclésiastiques le jugent inadapté et le premier évêque de Southwell vit pendant un certain temps au prieuré de Thurgarton . Bien que Nottingham ait été inclus dans le nouveau diocèse de Southwell, Trollope conserve le siège de Nottingham et reste évêque suffragant du diocèse de Lincoln jusqu'à sa mort.

## Historien
Trollope s'intéresse particulièrement à l'architecture et aux antiquités. Il devient membre de la Lincolnshire Diocesan Architectural Society en 1855, et est son secrétaire de rédaction en 1857 et son président en 1867 . Il est un écrivain et chercheur actif avec plusieurs livres et de nombreux articles publiés. Il est maintenant surtout connu comme l'auteur de Sleaford and the Wapentakes of Flaxwell and Aswardhurn in the County of Lincoln (1872). Il écrit également une vie du pape Adrien IV (1856), un manuel des mémoriaux sépulcraux (1858), un ouvrage sur les labyrinthes antiques et médiévaux et les labyrinthes de gazon (1858)  et les généalogies des familles Thorold et Trollope (1874 et 1875).

## Vie privée
Trollope se marie deux fois et a deux filles de son premier mariage. Il meurt à son domicile, Leasingham Rectory, le 10 décembre 1893, et est enterré à Leasingham le 14 décembre 